# Perspektiven der Wirtschaftspolitik
Perspektiven der Wirtschaftspolitik (PWP, Перспективи економічної політики) — міжнародний економічний журнал. Видається Союзом соціальної політики з 2000 р. німецькою мовою. До редакційної ради журналу входять відомі економісти Л. Фельд та Ю. фон Хаген.
У журналі публікуються статті з економічної теорії та суміжних дисциплін, не виключаючи та теорію бізнесу.
Періодичність виходу журналу: 4 номери на рік.